# Kościół św. Floriana w Radzanowie
Kościół świętego Floriana – rzymskokatolicki kościół parafialny należący do dekanatu bodzanowskiego diecezji płockiej.

## Historia
Obecna neogotycka murowana świątynia z cegły została zbudowana w latach 1859-1861, według projektu i pod kierownictwem architekta Antoniego Arkadiusza Chmielińskiego, dzięki środkom małżeństwa Kobylińskich i dzięki staraniom Marii i Stefana Hołyńskich. Budowla była generalnie remontowana w 1908 roku, natomiast w latach 1968-1969 został przeprowadzony remont samej wieży. W 1991 roku świątynia została otynkowana, z kolei w 1993 roku zostało odnowione wnętrze.

## Wyposażenie
Kościół posiada ołtarz główny eklektyczny z końca XIX wieku oraz dwa ołtarze boczne zbudowane w tym samym stylu. W podziemiach świątyni są złożone prochy rodziny fundatorów m.in. generała Floriana Kobylińskiego. Dużą wartość artystyczno-historyczną ma przechowywany w świątyni haftowany kartusz ozdobiony herbami biskupa Karola Ferdynanda Wazy. Podczas okupacji od 1941 roku świątynia była zamknięta.

## Galeria

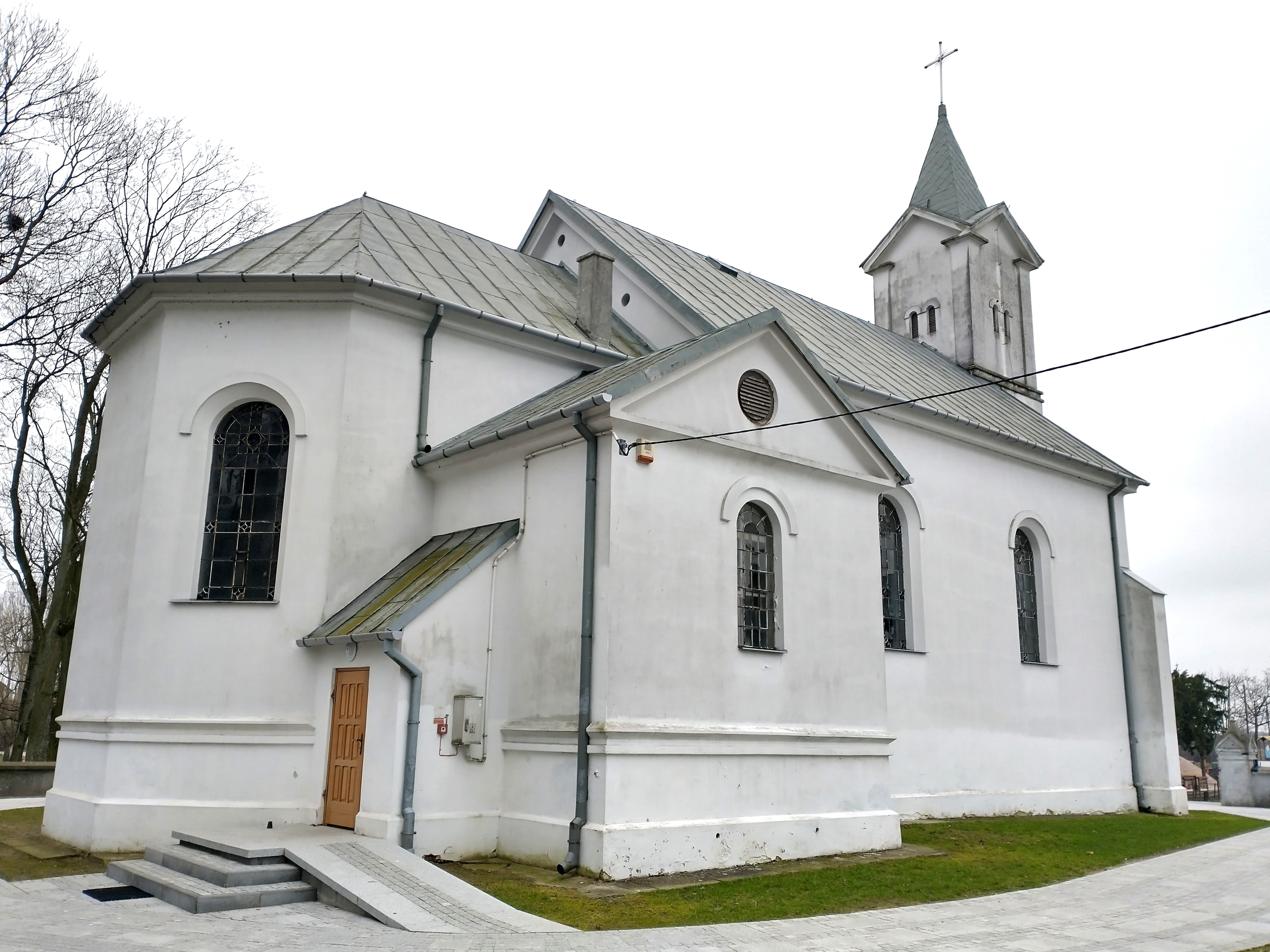
Widok od prezbiterium
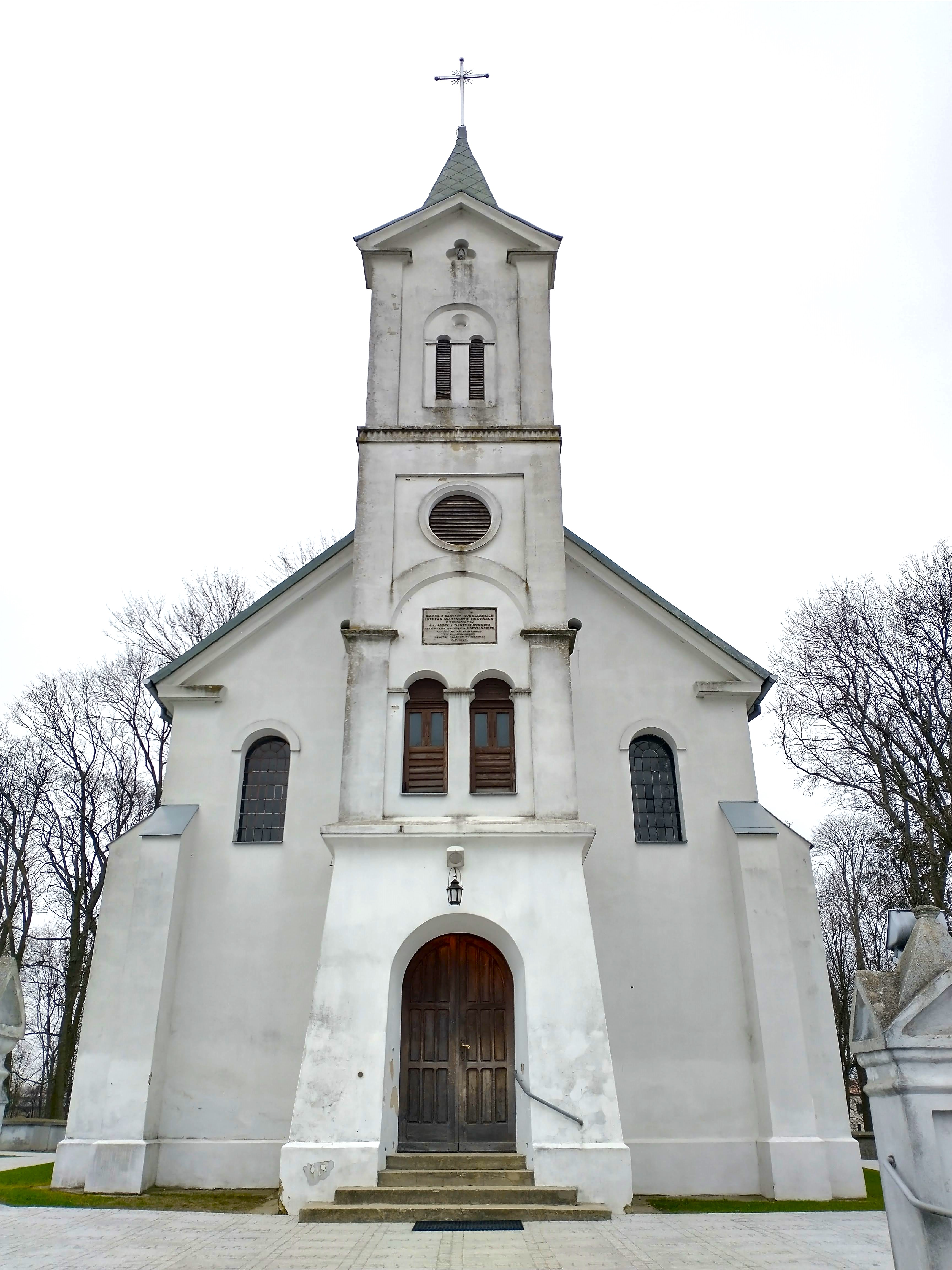
Wieża
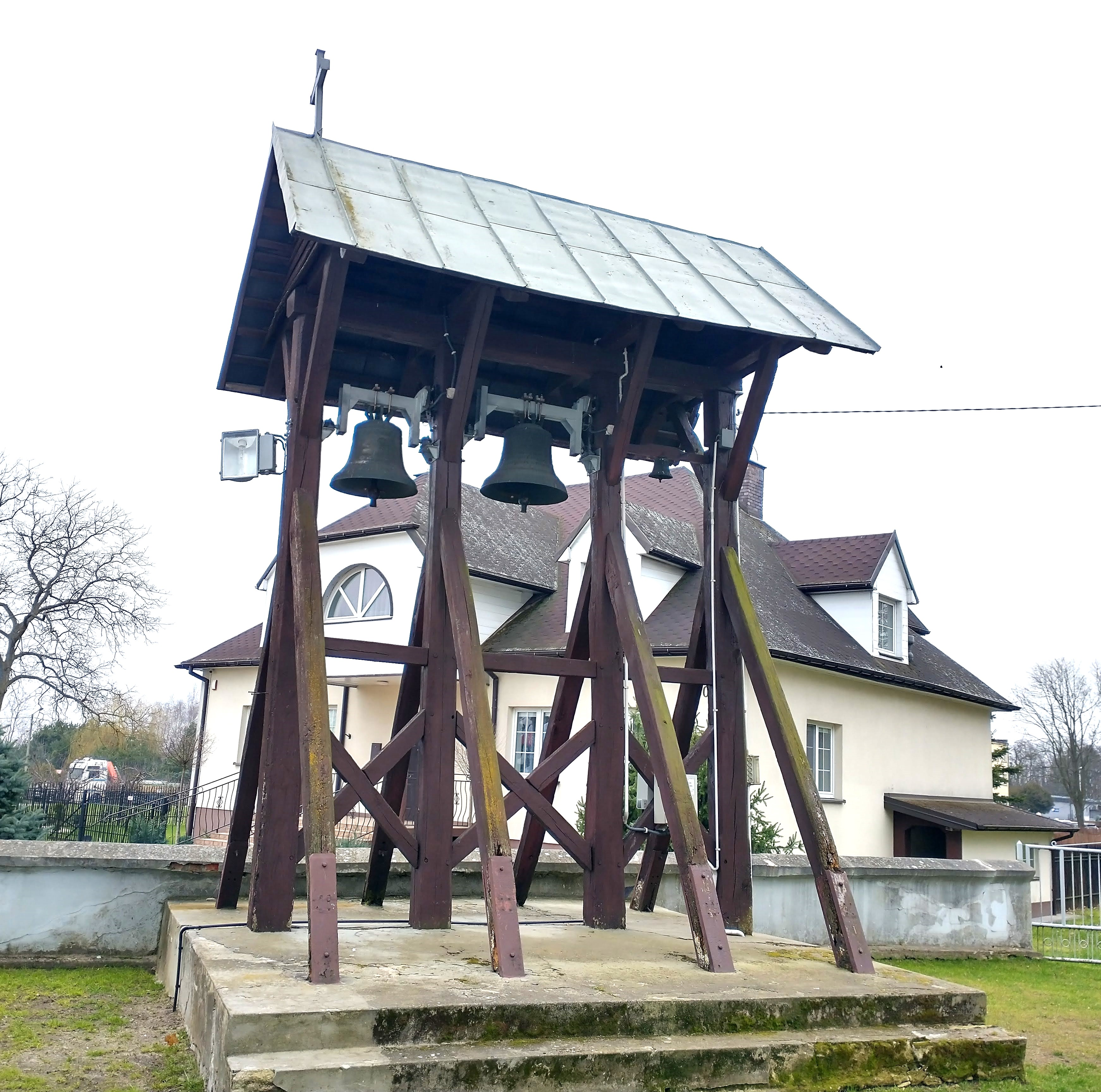
Dzwonnica

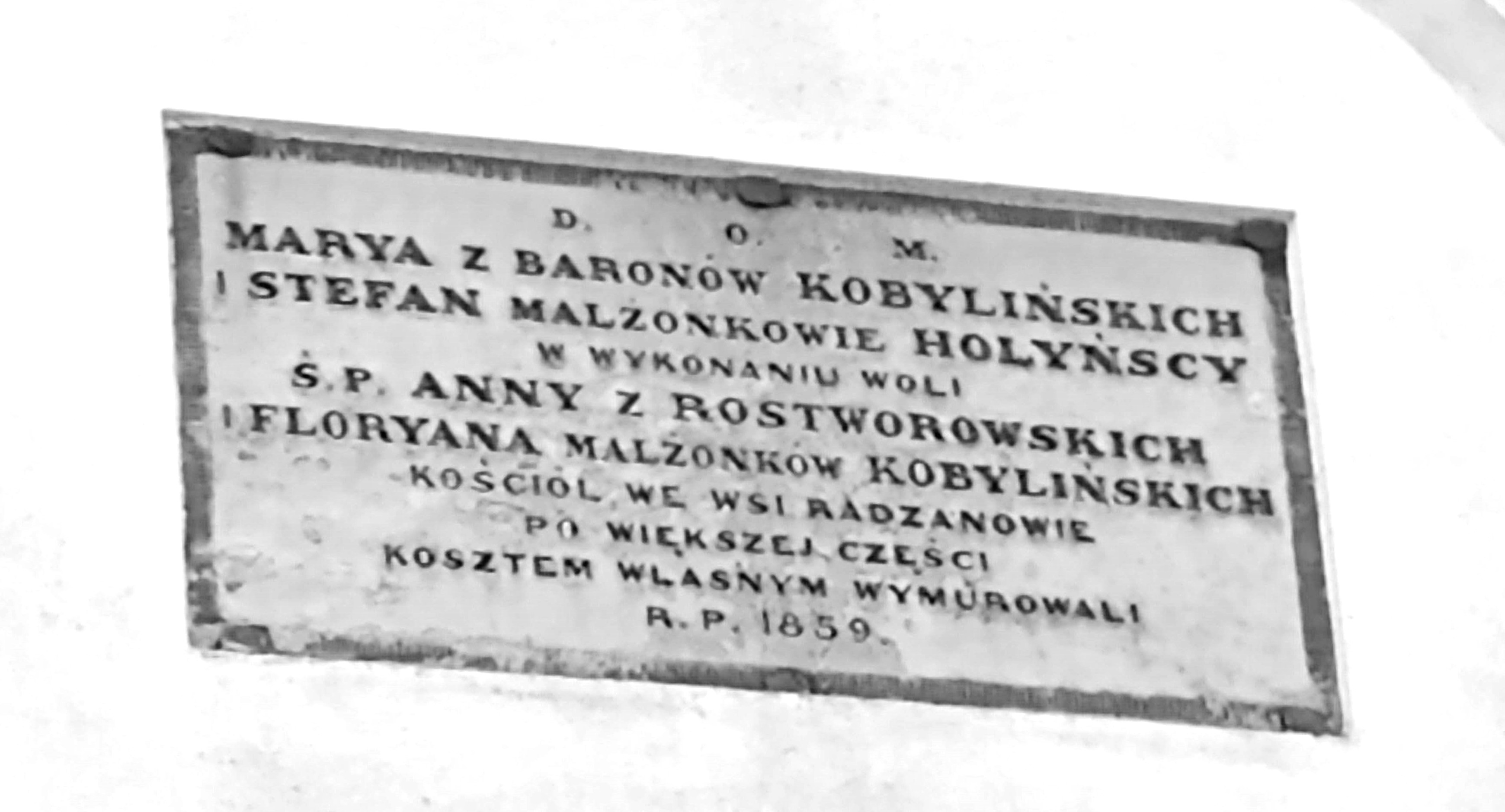
Tablica fundacyjna